# Lijst van Eerste Kamerleden 1849-1850
Lijst van Eerste Kamerleden 1849-1850 geeft een overzicht van de leden van de Nederlandse Eerste Kamer in de periode tussen de verkiezingen van 1849 en de verkiezingen van 1850. De zittingsperiode van de Eerste Kamer ging in op 13 februari 1849.
De Eerste Kamer telde 39 leden, voorgedragen in tweetallen door de leden van Provinciale Staten in de elf provincies, en daaruit benoemd door de Kroon. De leden werden benoemd voor een interim-periode die liep tot de ontbinding op 20 augustus 1850 van de Eerste Kamer na de inwerkingtreding van de Kieswet.
| Naam                                     | groepering                | provincie     | begindatum       | einddatum        | refs   |
| ---------------------------------------- | ------------------------- | ------------- | ---------------- | ---------------- | ------ |
| Hans van Aylva van Pallandt              | conservatieven            | Gelderland    | 13 februari 1849 | 20 augustus 1850 | [ 1 ]  |
| Hendrik van Beeck Vollenhoven            | gematigde liberalen       | Noord-Holland | 13 februari 1849 | 20 augustus 1850 | [ 2 ]  |
| Louis Beerenbroek                        | gematigde liberalen       | Limburg       | 13 februari 1849 | 20 augustus 1850 | [ 3 ]  |
| Michael van der Beken Pasteel            | gematigde liberalen       | Noord-Brabant | 13 februari 1849 | 20 augustus 1850 | [ 4 ]  |
| Dominicus Blankenheym                    | liberalen                 | Zuid-Holland  | 13 februari 1849 | 20 augustus 1850 | [ 5 ]  |
| David Borski                             | conservatief-protestanten | Noord-Holland | 13 februari 1849 | 20 augustus 1850 | [ 6 ]  |
| Johannes Bosch                           | gematigde liberalen       | Utrecht       | 13 februari 1849 | 20 augustus 1850 | [ 7 ]  |
| Jan Corver Hooft                         | gematigde liberalen       | Noord-Holland | 13 februari 1849 | 20 augustus 1850 | [ 8 ]  |
| Willem Cost Jordens                      | liberalen                 | Overijssel    | 13 februari 1849 | 20 augustus 1850 | [ 9 ]  |
| Christiaan Diemont                       | gematigde liberalen       | Noord-Holland | 13 februari 1849 | 20 augustus 1850 | [ 10 ] |
| Herman Engelkens                         | conservatieven            | Groningen     | 13 februari 1849 | 20 augustus 1850 | [ 11 ] |
| Jan Fresemann Viëtor                     | gematigde liberalen       | Groningen     | 13 februari 1849 | 20 augustus 1850 | [ 12 ] |
| Daniël Gevers van Endegeest              | conservatieven            | Zuid-Holland  | 13 februari 1849 | 20 augustus 1850 | [ 13 ] |
| René Groeninx van Zoelen                 | gematigde liberalen       | Zuid-Holland  | 13 februari 1849 | 20 augustus 1850 | [ 14 ] |
| Hendrik van Heeckeren van Enghuizen      | conservatieven            | Gelderland    | 13 februari 1849 | 20 augustus 1850 | [ 15 ] |
| Jacob van Heeckeren van Wassenaer        | conservatieven            | Overijssel    | 13 februari 1849 | 20 augustus 1850 | [ 16 ] |
| Mari Hoffmann                            | conservatief-protestanten | Zuid-Holland  | 13 februari 1849 | 20 augustus 1850 | [ 17 ] |
| Otto 't Hooft van Benthuizen             | gematigde liberalen       | Zuid-Holland  | 13 februari 1849 | 20 augustus 1850 | [ 18 ] |
| Albrecht Insinger                        | conservatieven            | Noord-Holland | 13 februari 1849 | 20 augustus 1850 | [ 19 ] |
| Willem de Jonge van Ellemeet             | conservatieven            | Zeeland       | 13 februari 1849 | 20 augustus 1850 | [ 20 ] |
| Cornelis van der Lek de Clercq           | conservatieven            | Zeeland       | 13 februari 1849 | 20 augustus 1850 | [ 21 ] |
| Cornelis van Lidth de Jeude              | gematigde liberalen       | Gelderland    | 27 maart 1849    | 20 augustus 1850 | [ 22 ] |
| Leonardus Lightenvelt                    | conservatieven            | Noord-Brabant | 13 februari 1849 | 20 augustus 1850 | [ 23 ] |
| Louis van Limburg Stirum                 | liberalen                 | Friesland     | 13 februari 1849 | 20 augustus 1850 | [ 24 ] |
| Jacob Martens van Sevenhoven             | conservatieven            | Utrecht       | 13 februari 1849 | 20 augustus 1850 | [ 25 ] |
| Hendrik van Meurs van Hulshorst          | gematigde liberalen       | Gelderland    | 13 februari 1849 | 20 augustus 1850 | [ 26 ] |
| Jacobus van Mierlo                       | liberalen                 | Noord-Brabant | 13 februari 1849 | 20 augustus 1850 | [ 27 ] |
| Carolus van Nispen van Pannerden         | conservatieven            | Gelderland    | 13 februari 1849 | 20 augustus 1850 | [ 28 ] |
| Johan Philipse                           | conservatieven            | Zuid-Holland  | 13 februari 1849 | 20 augustus 1850 | [ 29 ] |
| Petrus Regout                            | gematigde liberalen       | Limburg       | 13 februari 1849 | 20 augustus 1850 | [ 30 ] |
| Gerardus de Rijk                         | liberalen                 | Limburg       | 20 december 1849 | 20 augustus 1850 | [ 31 ] |
| Louis van Sasse van Ysselt               | liberalen                 | Noord-Brabant | 13 februari 1849 | 20 augustus 1850 | [ 32 ] |
| Gerard van Swinderen                     | gematigde liberalen       | Friesland     | 13 februari 1849 | 20 augustus 1850 | [ 33 ] |
| Pieter Taets van Amerongen tot Natewisch | conservatieven            | Zuid-Holland  | 13 februari 1849 | 20 augustus 1850 | [ 34 ] |
| Wyncko Tonckens                          | conservatieven            | Drenthe       | 13 februari 1849 | 20 augustus 1850 | [ 35 ] |
| Bastiaan Verheij van den Bogaard         | gematigde liberalen       | Noord-Brabant | 13 februari 1849 | 20 augustus 1850 | [ 36 ] |
| Barthold van Verschuer                   | conservatieven            | Noord-Holland | 13 februari 1849 | 20 augustus 1850 | [ 37 ] |
| Arnoldus Vos de Wael                     | gematigde liberalen       | Overijssel    | 13 februari 1849 | 20 augustus 1850 | [ 38 ] |
| Sjuck van Welderen Rengers               | gematigde liberalen       | Friesland     | 13 februari 1849 | 20 augustus 1850 | [ 39 ] |

1815-1849 ·
1849-1850 ·
1850-1853 ·
1853-1856 ·
1856-1859 ·
1859-1862 ·
1862-1865 ·
1865-1868 ·
1868-1871 ·
1871-1874 ·
1874-1877 ·
1877-1880 ·
1880-1883 ·
1883-1884 ·
1884-1887 ·
1887-1888 ·
1888-1890 ·
1890-1893 ·
1893-1896 ·
1896-1899 ·
1899-1902 ·
1902-1904 ·
1904-1907 ·
1907-1910 ·
1910-1913 ·
1913-1916 ·
1916-1917 ·
1917-1919 ·
1919-1922 ·
1922-1923 ·
1923-1926 ·
1926-1929 ·
1929-1932 ·
1932-1935 ·
1935-1937 ·
1937-1946 ·
1946-1948 · 
1948-1951 ·
1951-1952 · 
1952-1955 · 
1955-1956 ·
jul-nov 1956 · 
1956-1960 · 
1960-1963 · 
1963-1966 · 
1966-1969 · 
1969-1971 · 
1971-1974 · 
1974-1977 · 
1977-1980 · 
1980-1981 · 
1981-1983 · 
1983-1986 · 
1986-1987 ·
1987-1991 · 
1991-1995 · 
1995-1999 · 
1999-2003 · 
2003-2007 · 
2007-2011 · 
2011-2015 · 
2015-2019 · 
2019-2023 · 
2023-2027
Overzicht historische zetelverdeling